# II Толедський собор
Другий Толедський собор (лат. Concilium Toletanum II) був   проведений 8-ма єпископами Вестготського королівства в місті Толедо 527 або 531 р. під головуванням Монтана, митрополита-єпископа Толедо. Головним питанням, яким займався синод, було аріанство. Цей собор був першим, на якому Толедо був визнано митрополичим престолом. Було встановлено п'ять нових канонів.

## Прийняті канони
Наступний текст взятий з англійського перекладу канонів Другого Толедського собору, зробленого Карлом-Йозефом Гефеле, які знаходяться у відкритому доступі:
1. Ті, хто в дитинстві був посвячений батьками на церковну посаду, невдовзі після прийняття постригу або після прийому на посаду лектора мають бути проінструктуровані поставленими над ними особами в будівлі, що належить Церкві, під наглядом єпископа. Якщо вони досягли 18-річного віку, єпископ повинен запитати їх, чи бажають вони одружитися. Якщо вони оберуть безшлюбність і дадуть обітницю її дотримання, то будуть посвячені в солодке ярмо Господнє в 20-річному віці іподияконами, а якщо будуть гідні, то і дияконами по закінченні 25-річного віку. Тим не менш, необхідно стежити за тим, щоб вони, забувши про свою клятву, не уклали шлюб або не практикували таємне співжиття. Якщо вони зроблять це, то мають бути відлучені від Церкви як винні у святотатстві. Однак, це не повинно бути від них приховано (1 Кор. 7:2, 7:9). Якщо ж у більш зрілому віці вони, як одружені, за згодою іншого партнера дадуть обітницю утримання від справ плоті, вони можуть піднятися до священничих посад.
2. Якщо хтось таким чином виховується від юності своєї для однієї церкви, то він не повинен переходити навіть до іншої, і ніякий чужий єпископ не повинен приймати такого.
3. Жодний клірик, починаючи з іподиякона, не може жити разом з жінкою, будь вона вільною, вільновідпущеною або рабинею. Тільки матері, чи сестрі, чи близькій родичці дозволено дбати про його будинок. Якщо у нього немає близької родички, то жінка, яка наглядає за будинком, повинна жити в іншому будинку і ні в якому разі не входити в його помешкання. Хто противиться цьому, той не тільки позбудеться звання клірика і двері церкви зачиняться для нього, але й буде відлучений він навіть від спілкування всіх католиків з ним, а також мирян.
4. Якщо клірик заклав на землі, що належить Церкві, виноградники або невеликі поля для власного харчування, він може зберегти їх до кінця свого життя, але тоді вони переходять до Церкви; і він не повинен розпоряджатися ними через заповіт будь-кому, якщо тільки єпископ не дозволить цього.
5. Жодному християнинові не дозволено одружуватися з кровним родичем.